# Dubovîțea, Kaluș
Dubovîțea (în ucraineană Дубовиця) este un sat în așezarea urbană Voinîliv din raionul Kaluș, regiunea Ivano-Frankivsk, Ucraina.

## Demografie
Componența lingvistică a localității Dubovîțea
     Ucraineană (99,56%)
     Alte limbi (0,44%)
Conform recensământului din 2001, majoritatea populației localității Dubovîțea era vorbitoare de ucraineană (99,56%), existând în minoritate și vorbitori de alte limbi.